# Courcelles-les-Rangs
Courcelles-les-Rangs est une ancienne commune française, située dans le département de la Côte-d'Or et la région Bourgogne-Franche-Comté.

## Histoire
La commune a disparu officiellement le 1er janvier 1813 à la suite de la fusion avec sa voisine Montliot. La nouvelle commune s'appelle Montliot-et-Courcelles.

## Administration
| Période                                  | Période | Identité | Étiquette | Qualité |
| ---------------------------------------- | ------- | -------- | --------- | ------- |
|                                          |         |          |           |         |
| Les données manquantes sont à compléter. |         |          |           |         |

## Démographie
| 1793 | 1800 | 1806 |
| ---- | ---- | ---- |
| 224  | 202  | 209  |

Histogramme

(élaboration graphique par Wikipédia)